# Биш Олексій Володимирович
Олексій Володимирович Биш (нар. 28 квітня 1972, м. Нікополь, Дніпропетровська область) — український актор, режисер, Заслужений артист України.

## Життєпис

### Освіта
Народився в робітничій сім'ї в місті Нікополь. З дитячого віку виявив схильність до акторської професії: разом з матір'ю (яка ніколи не працювала акторкою) влаштовували майже повноцінні постановки (з костюмами і декораціями) на дому для близьких людей і сусідів по вулиці.
Під час навчання у місцевій школі № 15, що знаходилась по інший бік рідної вулиці, Олексій відвідував драматичний гурток. А потім, за порадою класного керівника, почав грати на сцені Народного Українського Музично-Драматичного Театру м. Нікополя, який заснувала акторка Ніжинського театру Надія Старикова. Відвідував колектив народного танцю «Радість», а також капелу бандуристів останнього кобзаря Січі Миколи Топчія.
Після школи Олексій став студентом Дніпропетровського Державного Театрального Училища на спеціальності «актор театру драми». Навчався у Зої Сєленкової (учениця Бориса Захави). По завершенні 4-х курсів навчання із червоним дипломом у 1993 р., він поїхав шукати свій театр. Першим місцем роботи став Рівненський Обласний Музично-Драматичний театр, де Олексій зіграв 8 ролей за сезон. Після цього він вирішив шукати своє місце далі, і став актором Львівського театру Української Армії (Театр Радянської армії ПрикВО до 1992 року). Там працював на одній сцені з народними артистами Анатолієм Кравчуком, Віктором Щербаковим, Жанною Тугай, а також Зінаїдою Дехтярьовою, яка взялась бути особистим наставником молодого актора.
Не затримавшись у Львові надовго (театр радянської армії був приречений на забуття у Львові), поїхав до Чернігова за рекомендацією знайомих у 1993 році
В 2021 році закінчив навчання в Національній Академії Керівних Кадрів Культури і Мистецтв (НАКККіМ) в м.Київ та отримав диплом режисера (Бакалавр) з відзнакою.
В 2022 році закінчив навчання в Національній Академії Керівних Кадрів Культури і Мистецтв (НАКККіМ) в м.Київ та отримав диплом режисера (Магістр) з відзнакою.
У Чернігівському молодіжному театрі
Про, тоді ще зовсім молодий, Чернігівський обласний молодіжний театр Олексій Биш почув від львівського колеги і приятеля Вадима Тадера. А перше знайомство Олексія із чернігівськими акторами і режисером Геннадієм Касьяновим сталось, знову ж таки, завдяки цьому ж приятелю у Львові, куди чернігівська трупа приїхала з виїздом. Геннадій Касьянов зацікавився молодим актором, і запросив його до Молодіжного театру, куди Олексій і вирушив.
6 травня 1994 року, одразу з вокзалу Олексій Володимирович пішов шукати нещодавно створений театр. Першою виставою, в якій він був задіяний у новому театрі стала прем'єра "Над прірвою в житі" (за Дж. Селінджером), де Олексій Биш зіграв роль Еклі.
Практично в той же час у театрі довелось шукати заміну на роль Голохвастова у виставі «За двома зайцями». Взяли Олексія, який потім грав цю роль більше 20 років і заслужив народну любов у чернігівського глядача.
За роки в чернігівському театрі Олексій Биш відзначився як актор, що зайнятий у найбільшій кількості вистав. Вистав без його участі практично немає. У послужному списку є як головні ролі (Голохвастов, вождь Бромден, Войницький Іван Петрович), так і невеликі. Про віддану працю, навіть стосовно невеликих ролей, актор відповідає фразою: «Немає маленьких ролей…».
Молодіжний театр, час від часу, надає можливість акторам побути режисером-постановником в рамках проекту «МайАрт». Традиція виникла десь на межі тисячоліть. Перша ж постановка Олексія Биша була представлена на початку 2003 року, це була вистава — «Черевики на товстій підошві» за П.Гладиліним. У виставі були задіяні два актори: власне Олексій, а також Любов Веселова. Слідом за цією виставою також разом з Любов'ю Веселовою здійснив постановку вистави " Я почав молитися Богу" за щоденниками О.П. Довженка та його оповіданнями "Мати" та "Хата", створившу власну літературну композицію. Прем'єра відбулась на батьківщині письменника на подвір'ї Літератірно-меморіального музею в м.Сосниця. Найбільш тиражованою за кількістю показів стала вистава «Зачарована десна», за однойменною повістю О. П. Довженка. До постановки Олексій Биш залучив ширше коло чернігівських акторів. Окрім Олексія у ролі батька та Довженка у зрілому віці, у виставі грають Євгеній Сидоренко (роль юного Сашка), Юлія Матросова (прабабка Марусина) тощо; вистава і нині не знята з репертуару і регулярно представляється на різноманітних заходах по Чернігову і області, пов'язаних з життям і творчістю О. П. Довженка.

### Період двох театрів (2006—2009)
У другій половині 2000-х років Олексія Биш стає «передвижником», оскільки він почав працювати на два театри у двох містах (Чернігові і Ніжині). До Ніжина Олексія запросив директор театру заслужений працівник культури України Юрій Муквич і його художній керівник народна артистка України Алла Соколенко. Там актор зіграв ряд ролей, але найбільш визначними у цей період були його власні постановки. На сцені Ніжинського театру Олексій Биш реалізував 9 постановок, першою з яких була вистава «Квартет для двох» за п'єсою Анатолія Крима, згодом «Циганка Аза» М.Старицького, "Одруження"М.Гоголя, «Амор. Кохано. Італьяно» Альдо Ніколаї.
Виставу «Циганка Аза» ніжинці привозили на XVIII Міжнародний фестиваль «Слов'янські театральні зустрічі» до Чернігівського академічного музично- драматичного театру ім. Т. Г. Шевченка. Досвіду для постановки у Ніжині «Циганки Ази» Олексій шукав у спілкуванні із місцевою ромейською общиною і бароном Петром Главацьким особисто. Їх спілкування було схожим на маленьку етнографічну експедицію: найбільше актора цікавили тексти пісень і народні звичаї.
Постановка «Квартет для двох» отримала диплом за найкращий акторський ансамбль і сценічну мову на ІХ Міжнародному театральному фестивалі «Мельпомена таврії», а постановка «Амор.Кохано.Італьяно" відзначилась дипломом на „Слов'янських театральних зустрічах“ в м.Брянськ.
Постановка „Одруження“ отримала диплом на ХІ фестивалі „Мельпомена Таврії“, присвяченому 200-річчю Миколи Гоголя у червні 2009 року.
У Чернігівському молодіжному театрі за цей період Олексій поставив виставу "Танго" за Славоміром Мрожеком.

### Сучасний етап (2009-н.ч.)

#### У Чернігівському молодіжному театрі
В наш час Олексій Биш є актором, який зайнятий у більшості вистав Чернігівського Молодіжного театру. Найбільш популярними у глядачів є його ролі у виставах „Політ над гніздом зозулі“ Дейла Васермана за романом Кена Кізі (роль індіанця Бромдена, добровільного пацієнта психлікарні, що симулює німоту), „Собаче сердце“ за М.Булгаковим (роль Шарикова до і після перетворення на людину), Бравий вояка Швейк за Я.Гашеком (декілька радикально різних образів) тощо. Нові ролі актора захоплено зустрічають як місцеві ЗМІ, так і всеукраїнські та міжнародні фестивалі на яких Олексій регулярно стає лауреатом премій.
Успіх принесла і постановка вистави «Оскар і Рожева пані», поставлена у 2014 році. Вистава про сенс життя, в основі сюжету якої покладена історія хлопчика, який бореться із смертельною хворобою, вперше була представлена 14 січня 2014 року на малій сцені Чернігівського Молодіжного театру. У квітні 2015 року виставу показали дітям-сиротам з Чернігівського притулку «Надія». Надалі відбулись гастролі-турне у Житомирі, Бердичеві, Новоград-Волинському тощо.
До Міжнародного Дня театру у 2018 р. Олексій Биш підготував прем’єру веселої, музичної, кумедної вистави під назвою «Поговорімо як художник з художником» за двома одноактними п’єсами Р. Андерсона та Л. Зоріна.
У 2019 р. Олексій виступив режисером-постановником поетичної вистави "Пан Перевертас" за творами літератора й громадського діяча Сергія Пантюка.

#### Співпраця з Чернігівським театром ляльок ім. О.Довженка
Навесні 2016 року Чернігівський театр ляльок ім. О. Довженка покінчив із стереотипом про ляльковий театр як  суто дитячий. Художній керівник театру Віталій Володимирович Гольцов почав працювати над постмодерновою п'єсою німецького драматурга ХХ сторіччя Гайнера Мюллера «Гамлет-Машина» (вперше в Україні). На синтетичну постановку, із залученням ляльок і живих акторів, шукали акторів, які витримають експресивний темп складної п'єси (Текст Гайнера Мюллера вирізняється радикальністю і жорсткістю навіть у наш час). Роль Гамлета режисер запропонував Олексію Бишу, як актору захопленому у своїй професії. Вибір було виправдано. На сцені актор, з'являючись в кожній дії, більше години виконує складні психологічні, а часто і фізичні дії ( пластику актора театральні критики відзначають окремо) у процесі болісно-хворобливого монологу. Маска Гамлета стає візуалізацією прийнятого ним рішення стати сталевим чудовиськом. Коли обличчя актора ховається під деформованим протигазом, виникає передчуття трагедії солдата - жертви війни. гамлет не філософ і аж ніяк не принц, а машина покликана вбивати, в якій попри все живе просте людське прагнення до справедливості та миру. Кульмінація образу та вистави вражає в її агресивній голосовій партитурі скорботним молінням Гамлета: "Не хочу більше бути машиною". Розвинені пластичні можливості Олексія дозволили творити йому до драматичного і анімаційноо і третій вимір конфлікту - Гамлета із середовищем.
Допрем'єрний показ у Чернігові відбувся 29 червня 2016 року. А прем'єра пройшла у вересні 2016 року. 10 березня 2017 року виставу показали в Києві, 21 березня — в Хмельницькому, 27 березня — в Кременчузі на фестивалі «Кременчуцька театральна весна 2017».
Вистава «Гамлет-Машина» за участі Олексія Биша була представлена на ІІІ Міжнародному театральному фестивалі «І Люди і Ляльки» у м. Львів. А у жовтні 2017 Чернігівський театр ляльок ім. О.Довженка представив виставу «Гамлет-Машина» на Х Міжнародному театральному фестивалі «Подільська Лялька», який проходив у м. Вінниці. Затим на  фестивалі вистав поза сценою Osten-Saken  у Немішаєвому.
У 2018 році постановка за п'єсою Гайнера Мюллера "Гамлет-машина", яка була вперше поставлена в Україні за допомогою Гетте інституту, співпала із творчим ювілеєм заслуженого артиста України Олексія Биша.

### Інші напрями творчості
Вже на початку 1990-х Олексій Биш робив свої перші режисерські спроби. У Народному театрі МБК (Нікополь) в рамках обласного фестивалю „Україна моя“ був поставлений спектакль „Дівчина з легенди“ за поемою „Маруся Чурай“ Ліни Костенко. Першою спробою на професійному рівні стала постановка п'єси „Чёртова мельница“ Ісідора Штока в Рівненському драмтеатрі.
Там же регулярно брав участь у конкурсах розмовного жанру. Тоді Олексія, та його друга і напарника Ігоря Салімонова, запросили із двогодинною гумористичною концертною програмою до Дніпропетровська. У Чернігові в 1996 і 1998 рр. Олексій брав участь у Всеукраїнському молодіжному фестивалі „Перлини сезону“ в жанрі гумору та сатири; У 96-му читав твір Семена Альтова „На цепку“, у 1998 році додались монологи „Багратіон“ того ж автора, і „Впізнає чи не впізнає“ Євгена Дударя. У 1998 році актор став лауреатом у жанрі гумору та сатирицього фестивалю.
У 2000-ні роки Олексій Биш активно співпрацював з Чернігівським обласним педагогічним ліцеєм і Чернігівським педагогічним університетом. На межі століть, для підготовки майбутніх вчителів, активно впроваджували акторську майстерність як навчальну дисципліну. Олексія Володимировича запросили вести лекції і практичні заняття із студентами. У педліцеї, таким чином, було створено театральну студію «213+» (Назва походить від номера аудиторії), яка через рік представила публіці студентську виставу «Страсти помещиков» за А. Чеховим. З 2000 року на акторських курсах навчались вже студенти першого курсу, з якими Олексій Биш створив виставу «Рудольфио» за п'єсою Валентина Распутіна. Аналогічну співпрацю Олексій вів із Ніжинським університетом.
У 2002 році до Чернігівщини завітали працівники «Мосфільму» з метою відзняти матеріал для двох кількасерійних повнометражних фільмів на тему Великої вітчизняної війни: Московська сага та Тяжкий пісок. Серед місцевих акторів почали відбирати необхідні типажі. Олексій записався на кастинг, де йому запропонували ролі німецьких офіцерів. До речі, окрім Олексія, з Молодіжного театру відібрали ще п'ять акторів на епізодичні ролі.
Починаючи з середини 2000-х років без Олексія Володимировича не обходились більшість міських і обласних заходів. Донині актор виступає практично постійним ведучим заходів, присвячених визволенню Чернігова з-під німецької окупації, Дня перемоги, пам'яті героїв Крут, історичних святах в Любечі ,Седневі, Новгород-Сіверському тощо. У 2014 році Олексій очолював як режисер творчу групу, яка зняла кліп на пісню «Вставай, Україна!». 
Олексій Биш регулярно бере участь у різноманітних фестивалях як ведучий (наприклад фестиваль авторської пісні на Голубих озерах або Свято Івана Купала на Голубих озерах), а його постановка «Зачарованої Десни» стала невід'ємним атрибутом заходів, присвячених пам'яті О. П. Довженка.
У 2009 р. працюючи в Ніжинському драматичному театрі ім. Коцюбинського, Олексій Биш отримав звання «Заслужений артист України».
У 2012 р. отримав Міжнародну премію ім. Григорія Сковороди «Сад божественних пісень» за цикл радіовистав.
У 2015 р. отримав Обласну літературну премію ім. Леоніда Глібова.
У грудні 2017 року на глядацький загал  до Дня Збройних Сил України було представлено прем'єру вистави за  поемою «Рубікон», яку написав поет, чернігівський громадський діяч Юрій Соколов. Уривки з твору вже читали на широкий загал, а повністю, з музичним супроводом (автор музики до вистави Тарас Тарасенко), — вперше. Втілили постановку вистави в життя її режисер, заслужений артист України Олексій Биш та артистка філармонійного центру, мати загиблого героя Володимира Близнюка Олена Белеванцева. Постановка і читання мали успіх і в подальшому, так виконання відбулось у таборі тактичних навчань з територіальної оборони «Північна фортеця — 2018».
У травні 2018 року завершився український формат  II Міжнародного фестивалю AndriyivskyFest, що відбувся на сцені Київського академічного театру «Колесо». На цьому знаному театральному форумі Олексій Биш отримав диплом «За кращу чоловічу роль» у виставі «Воццек» (Чернігівський Молодіжний Театр). 
У вересні 2018 р. отримав Обласну літературно-мистецьку премію ім. М.Коцюбинського за роль Гамлета у виставі «Гамлет-Машина».

6 липня 2020 р.  в чернігівському Центральному парку культури та відпочинку відзначалось свято Івана Купала. До свята було підготовлено масштабне театралізоване шоу "Цвіт папороті" режисером-постановником якого виступив Олексій. Організацію дійства режисер анонсував словами:
"Фішка" нашого проєкту в його театралізації – це не концерт з конферансом, а повноцінне сюжетне дійство, із якісним сценарієм, сценографією, танцями, піснями. Це, швидше, схоже на такий етномюзикл, де переплітаються фольклорні мотиви й елементи твору Лесі Українки "Лісова пісня".

## Театральні роботи у Молодіжному театрі

### Зіграв ролі
| №  | Вистава                                                                  | Автор твору/п'єси                                     | Роль                                                                                             | Постановка                       | Дата прем'єри | Додаткове пояснення                                  |
| -- | ------------------------------------------------------------------------ | ----------------------------------------------------- | ------------------------------------------------------------------------------------------------ | -------------------------------- | ------------- | ---------------------------------------------------- |
| 1  | Над прірвою в житі                                                       | Джером Д. Селінджер                                   | Еклі, Моріс, Офіціант                                                                            | Г. Касьянов                      | 1.10.1994     |                                                      |
| 2  | Кам'яний господар                                                        | Леся Українка                                         | Сганарель                                                                                        | О.Заболотний                     | 24.02.1995    |                                                      |
| 3  | За двома зайцями                                                         | М. Старицький                                         | Голохвастов                                                                                      | Г.Касьянов                       | 26.02.1993    | Введений на роль після прем'єри у 1994 році          |
| 4  | Реггеді Енн                                                              | У.Гібсон                                              | Доктор                                                                                           | О.Негреску                       | 13.10.1989    | Введений на роль після прем'єри у 1994 році          |
| 5  | «Іохим Лис-Детектив з дипломом»                                          | І.Фьєль                                               | Заєць Гвидон                                                                                     | Г.Касьянов                       | 17.02.1991    | Введений на роль після прем'єри у 1994               |
| 6  | «Трактирниця»                                                            | Гольдоні                                              | Слуга Кавалера, Граф Альбафьоритта                                                               | Г.Касьянов                       | 21.02.1992    | Введений на роль після прем'єри у 1995 році          |
| 7  | «Лоліта»                                                                 | Е.Олбі                                                | Білл                                                                                             | Г.Касьянов                       | 04.10.1992    | Введений на роль у 1995 році                         |
| 8  | Бал Маргарити                                                            | Булгаков М.                                           | Коров'єв                                                                                         | Г.Касьянов                       | 14.03.1995    |                                                      |
| 9  | Татуйована троянда                                                       | Тенессі Вільямс                                       | Альваро                                                                                          | Г. Касьянов                      | 1.10.1995     |                                                      |
| 10 | Одруження                                                                | Микола В. Гоголь                                      | Кочкарьов, Степан                                                                                | Б. Мартинов                      | 23.02.1996    |                                                      |
| 11 | Марна обережність або Севільський цирульник                              | П. Бомарше                                            | Лікар Бартольо                                                                                   | Г. Касьянов                      | 1.10.1996     |                                                      |
| 12 | Про Федота-Стрільця…                                                     | Л. Філатов                                            | Генерал                                                                                          | Г.Касьянов                       | 05.10.1988    | Введений на роль після прем'єри у 1995 році          |
| 13 | Неймовірний ілюзіон Ерні                                                 | А. Ейкборн                                            | Ерні                                                                                             | І. Тихомиров                     | 1.11.1996     |                                                      |
| 14 | Оркестр                                                                  | Ж. Ануй                                               | Месьє Либонз                                                                                     | Г. Касьянов                      | 16.12.1996    |                                                      |
| 15 | Турандот                                                                 | К.Гоцці                                               | Принц Калаф                                                                                      | Г.Касьянов                       | 10.01.1997    |                                                      |
| 16 | Вишневий сад                                                             | А. Чехов                                              | Симеонов-Пищик                                                                                   | Г.Касьянов                       | 4.10.1997     |                                                      |
| 17 | «Смерть Тарєлкіна»                                                       | А. В. Сухово-Кобилін                                  | Доктор Умлехткайт                                                                                | Г.Касьянов                       | 7.11.1997     |                                                      |
| 18 | Маленька іграшка                                                         | В. Банюк                                              | Казкар                                                                                           | В. Банюк                         | 22.12.1997    |                                                      |
| 19 | "Трамвай «Бажання»                                                       | Т. Вільямс                                            | Пабло                                                                                            | Б.Мартинов                       | 21.02.1997    |                                                      |
| 20 | Зачароване коло                                                          | М. В. Гоголь                                          | Кум                                                                                              | О.Негреску                       | 11.10.1991    | Введений на роль після прем'єри у 1997 році          |
| 21 | Маленький тато                                                           | В.Драгунського, Раскіна                               | Храповицька                                                                                      | Г.Касьянов                       | 27.03.1997    |                                                      |
| 22 | Гамлет                                                                   | У. Шекспір                                            | Король Клавдій                                                                                   | Г.Касьянов                       | 28.11.1998    |                                                      |
| 23 | Любов до трьох апельсинів                                                | Л.Філатов                                             | Панталоне                                                                                        | Г.Касьянов                       | 20.03.1999    |                                                      |
| 24 | Ревізор                                                                  | Микола В. Гоголь                                      | суддя Ляпкін-Тяпкін                                                                              | Г.Касьянов                       | 2.10.1999     |                                                      |
| 25 | Дуенья                                                                   | Р. Б. Шерідан                                         | Фердінандо                                                                                       | А.Липківська                     | 19.11.1999    |                                                      |
| 26 | Дивний світ театру                                                       | М. Мітуа                                              | Іпполіт-Жан                                                                                      | Г. Касьянов                      | 9.12.1999     |                                                      |
| 27 | Декамерон 1/20                                                           | Дж. Боккаччо                                          | Філострато                                                                                       | Г. Касьянов                      | 23.03.2000    |                                                      |
| 28 | Американська комедія                                                     | О.Генрі                                               | Ріплі Гирнс                                                                                      | Ю. Третяк                        | 13.10.2000    |                                                      |
| 29 | Дон Кіхот                                                                | М. Булгаков                                           | Герцог                                                                                           | Г. Касьянов                      | 25.10.2000    |                                                      |
| 30 | Метро                                                                    |                                                       |                                                                                                  | Г.Касьянов                       | 23.03.2001    | Музично-пластичний проект                            |
| 31 | Фініта                                                                   | А. Дяченко                                            | Петро Шльопов                                                                                    | Ю. Третяк                        | 10.06.2001    |                                                      |
| 32 | Тартюф                                                                   | Ж.-Б. Мольєр                                          | Даміс                                                                                            | Г.Касьянов                       | 5.10.2001     |                                                      |
| 33 | Вертеп                                                                   |                                                       | Цар Ірод, козак-запорожець, Савочка                                                              | Г.Касьянов                       | 12.01.2002    |                                                      |
| 34 | КафеPiaf                                                                 |                                                       | Щоголь                                                                                           | Г. Касьянов                      | 2.03.2002     | танцювальна вистава за ідеєю П.Блінова               |
| 35 | Ромео і Джульєтта                                                        | Клім                                                  | Меркуціо                                                                                         | О. Янковський                    | 13.04.2002    |                                                      |
| 36 | Мауглі                                                                   | А.Ісаян                                               | Балу                                                                                             | Г.Касьянов                       | 14.11.2002    |                                                      |
| 37 | «Наш Пушкін»(«Моцарт і Сальєрі» Пушкін/Моцарт, "Заметіль"Пушкін/Свиридов |                                                       |                                                                                                  | Г.Касьянов                       | 19-20.10.2002 | Спільний проект з симфонічним оркестром «Філармонія» |
| 38 | Черевики на товстій підошві                                              | П.Гладилін                                            | Дм. Михайлович, Арк. Андрійович                                                                  | О.Биш                            | 25.01.2003    |                                                      |
| 39 | Я почав молитися Богу…                                                   | О.Биш, Л.Веселова                                     |                                                                                                  | О.Биш                            | 10.09.2003    | літературна композиція за О. П. Довженко             |
| 40 | Овод                                                                     | Е.-Л. Войнич                                          | Мартіні, Губернатор                                                                              | Г. Касьянов                      | 3.10.2003     |                                                      |
| 41 | Скарби капітана Флінта                                                   | Д. Іванов, В.Трифонов                                 | Джон Сільвер                                                                                     | Г. Касьянов                      | 15.11.2003    |                                                      |
| 42 | «В пошуках Святого Отця Миколая»                                         | Г.Канарська, О.Биш                                    | Отець Миколай                                                                                    | О.Биш                            | 16.12.2003    |                                                      |
| 43 | "Агов, Джульєтто!"                                                       | Е.Кішон                                               | Покійний Вільям Шекспір                                                                          | Г.Касьянов                       | 13.03.2004    | Введений на роль після прем'єри у 2009 році          |
| 44 | Зачарована Десна                                                         | О. Довженко                                           | Батько, Довженко у зрілому віці                                                                  | О. Биш                           | 10.09.2004    | також автор сценографії і музичних рішень            |
| 45 | Ляльковий дім                                                            | Г.Ібсен                                               | Крогстад                                                                                         | Г. Касьянов                      | 1.10.2004     | також сценічний дебют сина Кирила Олексійовича       |
| 46 | «Карлсон»                                                                | А.Ліндгрен                                            | Філлє                                                                                            | Г.Касьянов                       | 27.11.2004    |                                                      |
| 47 | Іванов                                                                   | А. П. Чехов                                           | Боркін                                                                                           | Г.Касьянов                       | 01.10.2005    |                                                      |
| 48 | Танго                                                                    | С.Мрожек                                              | Дядько Євген                                                                                     | О.Биш                            | 19.02.2006    |                                                      |
| 49 | «Пригоди Петрика Святкової ночі»                                         | Д.Литвин                                              | Святий Миколай                                                                                   | Г.Касьянов                       | 15.12.2006    | Введений на роль після прем'єри у 2009 році          |
| 50 | «Механічний апельсин»                                                    | Е.Бьорджесс                                           | Професор-людина, що ховається за картоном, Міністр-нутряних дєл Морячок                          | І.Тихомиров                      | 4.10.2007     | Введений на роль після прем'єри у 2009 році          |
| 51 | «Шельменко-Денщик»                                                       | Гр. Квітка-Основ'яненко                               | Тимофій Кіндратович Лопуцьковський                                                               | Г.Касьянов                       | 03.10.2008    | Введений після прем'єри у 2010 році                  |
| 52 | «Три товариші»                                                           | Е. М. Ремарк                                          | Доктор Жаффе                                                                                     | Г.Касьянов                       | 27.03.2009    | Введений після прем'єри у 2010 році                  |
| 53 | «Поминальна молитва»                                                     | Гр. Горін                                             | Степан                                                                                           | О.Янковський                     | 02.10.2009    | Введений після прем'єри у 2010 році                  |
| 54 | «Новорічний переполох»                                                   |                                                       | Лішак                                                                                            | Г.Касьянов                       | 24.10.2009    | Музичний проект                                      |
| 55 | Подружні варіації                                                        | Даріо Фо, Франка Раме                                 | Чоловік                                                                                          | О.Биш                            | 19.03.2010    |                                                      |
| 56 | Чайка                                                                    | А. П. Чехов                                           | Петро Миколайович Сорін                                                                          | Г.Касьянов                       | 01.05.2010    |                                                      |
| 57 | «Фієста»                                                                 | Е.Хемінгуей                                           | Мантойя                                                                                          | І.Тихомиров                      | 1.10.2010     |                                                      |
| 58 | «Дерева вмирають стоячи»                                                 | Касона                                                | Мисливець                                                                                        | Г.Касьянов                       | 13.11.2010    |                                                      |
| 59 | Дядя Ваня                                                                | А. П. Чехов                                           | Іван Петрович Войницький                                                                         | Г.Касьянов                       | 30.04.2011    |                                                      |
| 60 | Гайдамаки                                                                | Т. Шевченко                                           | Іван Ґонта                                                                                       | Г.Касьянов                       | 10.03.2011    | Ораторія на 9 голосів                                |
| 61 | «МамаКлава»                                                              | П.Морозов                                             | Микита                                                                                           | Г Касьянов                       |               |                                                      |
| 62 | "Білет до Одеси або пароплав пливе"Анюта"                                |                                                       | Міша                                                                                             | Г.Касьянов                       | 01.06.2012    | Музичний проект                                      |
| 63 | «Поліанна»                                                               | Е.Портер                                              | ,Джон Пендлтон, Садівник Томас                                                                   | Б.Ревкевич                       | 15.09.2012    |                                                      |
| 64 | «Не приймай дарунків від Антипка»                                        | Д.Литвин                                              | Святий Миколай, Чоловік з валізою                                                                | Г.Касьянов                       | 14.12.2012    |                                                      |
| 65 | «Вовки та вівці»                                                         | О. М. Островський                                     | Борис Борисович Линяєв                                                                           | Г.Касьянов                       | 23.03.2013    |                                                      |
| 66 | «На жабках»                                                              |                                                       | Артист філармонії Плавніков                                                                      | Г.Касьянов                       | 01.06.2013    | Музичний проект                                      |
| 67 | «Безіменна зірка»                                                        | М.Себастіан                                           | Гріг                                                                                             | Б.Ревкевич                       | 14.09.2013    |                                                      |
| 68 | Оскар та Рожева Пані                                                     | Е-Е.Шмідт                                             | Оскар                                                                                            | О.Биш, Л.Веселова                | 14.01.2014    |                                                      |
| 69 | Емігранти                                                                | С.Мрожек                                              | Політичний емігрант А. А.                                                                        | Є.Сидоренко                      | 26.04.2014    |                                                      |
| 70 | «Матінка Кураж та її діти»                                               | Б.Брехт                                               | Священник                                                                                        | Г.Касьянов                       | 19.09.2014    |                                                      |
| 71 | «Білий Кіт та Новий Рік»                                                 | І.та Я.Златопольські                                  | Дід Мороз                                                                                        | Г.Касьянов                       | 22.12.2014    |                                                      |
| 72 | «Театральний роман»                                                      | М.Булгаков                                            | Бомбардов, Качалов                                                                               | Г.Касьянов                       | 13.01.2015    |                                                      |
| 73 | «Наш хуторок»                                                            |                                                       |                                                                                                  | Г.Касьянов                       | 29.05.2015    | Музичний проект                                      |
| 74 | Політ над гніздом зозулі                                                 | Дейл Вассерман                                        | Вождь Бромден(Індіанець)                                                                         | Г.Касьянов                       | 18.09.2015    |                                                      |
| 75 | Воццек                                                                   | Ю.Іздрик                                              |                                                                                                  | Г.Касьянов                       | 30.10.2015    |                                                      |
| 76 | Повернення придурків                                                     | П.Яценко                                              | Зевс, капітан Перелюб, Продавець лотерейних квитків                                              | Г.Касьянов                       | 27.02.2016    |                                                      |
| 77 | Вечірній мед                                                             | К.Москалець                                           |                                                                                                  | Г.Касьянов                       | 13.05.2016    |                                                      |
| 78 | 451 градус за Фаренгейтом                                                | Рей Бредбері                                          | Брандмейстер Бітті                                                                               | Г.Касьянов                       | 16.09.2016    |                                                      |
| 79 | Степовий вовк                                                            | Г.Гессе                                               | Саксофоніст Пабло                                                                                | Г.Касьянов                       | 24.03.2017    |                                                      |
| 80 | «Дорога Памела»                                                          | Джон Патрік                                           | Людина Театру, Лікар, Поліцейський Джо Янкі                                                      | О.Биш                            | 11.06.2017    |                                                      |
| 81 | «Крихітка Цахес»                                                         | Я.Стельмах (за повістю Ернста Теодора Амадея Гофмана) | Князь Барсануф                                                                                   | Г.Касьянов                       | 15.09.2017    |                                                      |
| 82 | «Собаче серце»                                                           | П'єса О.Червінського за повістю М.Булгакова           | Шарик, потім Шариков                                                                             | Г.Касьянов                       | 23.03.2018    |                                                      |
| 83 | «Поетична вистава Олега Караташа»                                        | О. Караташ                                            | Alter ego                                                                                        | О. Биш                           | 29.05.2018    | Вистава за книгою Олега Караташа в рамках «ТеатрЛіт» |
| 84 | «Бравий вояка Швейк»                                                     | Ярослав Гашек                                         | Радник поліції, Лікар Бауце, Полковник Краус, Роберт Вендлер, Водічка, Російський солдат, Пастор | Г.Касьянов                       | 14.09.2018    |                                                      |
| 85 | Поговорімо як художник з художником                                      | Р.Андерсон, Л.Зорін                                   | Бродвейський режисер Генрі Мілер, вітчизняний режисер Гліб Парадизов                             | О.Биш                            | 27.03.2019    |                                                      |
| 86 | «Мазепа»                                                                 | Клім                                                  | Князь Голіцин, Цар Петро І                                                                       | Інтегратор проекту Р.Покровський | 27.09.2019    |                                                      |
| 87 | Назву не пам'ятаю                                                        | К. Пєнькова                                           | Заробітчанин                                                                                     | В.. Сурай                        | 18.09.2019    | УкрСучДрама                                          |
| 88 | Остання гавань                                                           | Теннессі Вільямс                                      | Стів                                                                                             | Є. Сидоренко                     | 19.02.2021    | за п'єсою "Попередження малим кораблям"              |
| 89 | Український Декамерон                                                    | Клім                                                  | Петро                                                                                            | А. Душний                        | 5.05.2021     |                                                      |
| 90 | Рубікон                                                                  | Ю. Соколов                                            | Боєць ЗСУ                                                                                        | О. Биш                           | 30.06.2022    |                                                      |
| 91 | Between                                                                  | Ігор Чайка                                            | Льоха музикант                                                                                   | Ігор Чайка                       | 08.06.2023    |                                                      |
| 92 | Сховище                                                                  | Олександр Богданенко                                  | Гія                                                                                              | Олександр Богданенко             | 29.06 2023    |                                                      |
| 93 | Загадкова кімната                                                        | Алла Пушкіна                                          | Професор перевтілень                                                                             | Алла Пушкіна                     | 29.05.2025    |                                                      |

### Поставив як режисер
| №  | Вистава                             | Автор твору/п'єси     | Дата прем'єри | Додаткове пояснення                                          |
| -- | ----------------------------------- | --------------------- | ------------- | ------------------------------------------------------------ |
| 1  | Черевики на товстій підошві         | П.Гладилін            | 25.01.2003    | Дуетна вистава                                               |
| 2  | Я почав молитися Богу               | О.Биш, Л.Веселова     | 10.09.2003    | за творами О. П. Довженка                                    |
| 3  | В пошуках Святого Отця Миколая      | Г.Канарська, О.Биш    | 16.12.2003    | до Дня Св. Миколая                                           |
| 4  | Валентинка                          | О.Биш                 | 13.02.2004    | до Дня Св. Валентина                                         |
| 5  | Зачарована Десна                    | О. П. Довженко        | 10.09.2004    | до 110-ти річчя від Дня народження О. П. Довженка            |
| 6  | Танго                               | Славомир Мрожек       | 19.02.2006    | Відновлено у 2011 та у 2016 роках з новим акторським складом |
| 7  | Подружні варіації                   | Даріо Фо, Франка Раме | 19.03.2010    | за п'єсою «Вільна пара»                                      |
| 8  | Оскар та Рожева пані                | Ерік-Еманнуїл Шмітт   | 14.01.2014    | за однойменним романом                                       |
| 9  | Дорога Памела                       | Джон Патрік           | 11.06.2017    | за п'єсою «Дорога Памела»                                    |
| 10 | Пан Перевертас                      | Сергій Пантюк         | 24.01.2018    | за книгою Сергія Пантюка та інсценівкою Дмитра Мамчура       |
| 11 | Поетична вистава Олега Караташа     | Олег Караташ          | 20.05.2018    | за книгою Олега Караташа в рамках "ТеатрЛіт"                 |
| 12 | Поговорімо як художник з художником | Р.Андерсон, Л.Зорін   | 27.03.2019    | до міжнародного Дня театру                                   |
| 13 | Рубікон                             | Ю. Соколов            | 30.06.2022    |                                                              |

## Ролі та режисерські постановки в інших театрах
| Театр                                                                    | Дата прем'єри | Назва вистави                            | Роль                               | Дод. примітки                                                                                    |
| ------------------------------------------------------------------------ | ------------- | ---------------------------------------- | ---------------------------------- | ------------------------------------------------------------------------------------------------ |
| Народний Український Музично-Драматичний Театр м.Нікополя                | 1980-і        | Наталка Полтавка                         | Микола                             | Режисер Надія Старикова                                                                          |
| Народний Український Музично-Драматичний Театр м.Нікополя                | 1980-і        | Сватання на Гончарівці                   | Стецько                            | Режисер Надія Старикова                                                                          |
| Народний Український Музично-Драматичний Театр м.Нікополя                | 1980-і        | Циганка Аза                              | Пилип, Янко, Діго                  | Режисер Надія Старикова                                                                          |
| Народний Український Музично-Драматичний Театр м.Нікополя                | поч. 1990-х   | Дівчина з легенди                        | Гриць                              | за поемою «Маруся Чурай» Л.Костенко Співпостановник Олексій Биш                                  |
| Рівненський Обласний Музично-Драматичний театр                           | 1993          | Сватання на Гончарівці                   | Сват другий                        | Григорій Квітка Основ'яненко                                                                     |
| Рівненський Обласний Музично-Драматичний театр                           | 1993          | «Філумена Мартурано»                     | Умберто                            | постановка за п'єсою Едуардо Де Філіппо                                                          |
| Рівненський Обласний Музично-Драматичний театр                           | 1993          | «До ваших послуг удовиці»                | Молода людина                      | п'єса Р.Маротта, Д.Рандоне"                                                                      |
| Рівненський Обласний Музично-Драматичний театр                           | 1993          | «Силою не будеш милою»                   | Лопуцьковський, Гусар              | Оперета М.Ножкіна, Соловйова-Сєдого за мотивами п'єси «Шельменко-Денщик»                         |
| Львівський театр Української Армії                                       | 1993          | «Інтелігент або сповідь колишнього зека» | Зек на прізвисько «Бджола»         | реж. Анатолій Кравчук                                                                            |
| Львівський театр Української Армії                                       | 1993          | «Агент із КДБ»                           | Віктор                             | реж. Анатолій Кравчук                                                                            |
| Львівський театр Української Армії                                       | 1993          | «Шельменко-Денщик»                       | Тимофій Кондратович Лопуцьковський | реж. Віктор Щербаков                                                                             |
| Львівський театр Української Армії                                       | 1993          | «Пригоди Кота Леопольда»                 | Кіт Леопольд                       | реж. Віктор Щербаков                                                                             |
| Львівський театр Української Армії                                       | 1994          | «Адвокат Мартіан»                        | Валент                             | за п'єсою Л.Українки «Адвокат Мартіан»; реж. Анатолій Кравчук                                    |
| Чернігівський театр ляльок ім. О. Довженка                               | 2001          | Что случилось в зоопарке                 | Джеррі                             | за п'єсою Е.Олбі реж. Микола Карасьов                                                            |
| Ніжинський академічний український драматичний театр ім. М.Коцюбинського | 2006          | Квартет для двох                         | Як актор не був задіяний           | власна режисерська постановка О.Биша за п'єсою Анатолія Крима                                    |
| Ніжинський академічний український драматичний театр ім. М.Коцюбинського | 2007          | Циганка Аза                              | Циган Василь                       | власна режисерська постановка О.Биша                                                             |
| Ніжинський академічний український драматичний театр ім. М.Коцюбинського | 2008          | Амор. Кохано. Італьяно                   | Бруно                              | власна режисерська постановка О.Биша                                                             |
| Ніжинський академічний український драматичний театр ім. М.Коцюбинського | 29.05.2009    | Одруження                                | Іван Кузьмич Подкольосін           | власна режисерська постановка О.Биша; за п'єсою М. В. Гоголя                                     |
| Ніжинський академічний український драматичний театр ім. М.Коцюбинського | 2007          | Зачарована Десна                         | Батько                             | власна режисерська постановка О.Биша за однойменною повістю О. П. Довженка                       |
| Ніжинський академічний український драматичний театр ім. М.Коцюбинського | 2008          | «Тільки ти і Я»                          | Дм. Михайлович, Арк. Андрійович    | Власна режисерська постановка О.Биша за п'єсою П.Гладиліна «Черевики на товстій підошві»         |
| Ніжинський академічний український драматичний театр ім. М.Коцюбинського | 2007          | «Пригоди Лиса та Крола»                  | Як актор не був задіяний           | Власна режисерська постановка О.Биша за п'єсою С.Астраханцева                                    |
| Ніжинський академічний український драматичний театр ім. М.Коцюбинського | 2008          | «Три Діда Мороза»                        | Як актор не був задіяний           | Власна режисерська постановка О.Биша за п'єсою Н.Абрамцевої                                      |
| Ніжинський академічний український драматичний театр ім. М.Коцюбинського | 2007          | «Скарби Капітана Флінта»                 | Як актор не був задіяний           | Власна режисерська постановка О.Биша за Р. Л. Стівенсоном                                        |
| Ніжинський академічний український драматичний театр ім. М.Коцюбинського | 2006          | «Марія Заньковецька»                     | Суворін                            | Постановка О.Бойцова за п'єсою Новоградського і Рябокляча                                        |
| Ніжинський академічний український драматичний театр ім. М.Коцюбинського | 2006          | «Ханума»                                 | Тімоте                             | Режисер-постановник О.Бойцов                                                                     |
| Ніжинський академічний український драматичний театр ім. М.Коцюбинського | 2007          | «Чи є у світла тінь?!»                   | Азазелло                           | Автор інсценівки за М.Булгаковим та режисер-постановник Алла Соколенко                           |
| Ніжинський академічний український драматичний театр ім. М.Коцюбинського | 2008          | «Пісня Серця»                            | Лукаш                              | Автор інсценівки за мотивами «Лісової Пісні» Лесі Українки та режисер-постановник Алла Соколенко |
| Ніжинський академічний український драматичний театр ім. М.Коцюбинського | 2008          | «З Новим Роком на Олімпі!»               | Цар Аїд                            | Автор інсценівки та режисер-постановник Алла Соколенко                                           |
| «Драматичний простір» Чернігівського Художнього Музею ім. Г.Галагана     | 2012?         | Мазепа                                   | Гетьман Мазепа                     | власна режисерська постановка О.Биша; за повістю Клима «Мазепа»                                  |
| Чернігівський театр ляльок ім. О. Довженка                               | 29.06.2016    | Гамлет-машина                            | Гамлет                             | реж. Віталій Гольцов                                                                             |

## У кіно
| Дата | Назва фільму    | Роль              | Режисер                               | Додаткові примітки |
| ---- | --------------- | ----------------- | ------------------------------------- | ------------------ |
| 2002 | Московская сага | Оберштурбанфюрер  | Дмитро Борщевський, Антон Борщевський |                    |
| 2002 | Тяжелый песок   | Адьютант Генерала | Дмитро Борщевський, Антон Борщевський |                    |

## Нагороди та премії
- Заслужений артист України (2009)
- Міжнародна премія ім. Г.Сковороди "Сад Божествених пісень" (2012);
- Почесна грамота Чернігівської обласної ради (2013)
- Диплом Лауреата Чернігівської літературної премії імені Леоніда Глібова (За яскраву постановку на сцені повісті О. Довженка «Зачарована Десна») (5.03.2016)
- Почесна грамота Чернігівської обласної ради (2018)
- Почесна грамота Чернігівської обласної ради (жовтень 2018)[42]
- Диплом лауреата ІІ Міжнародного театрального фестивалю камерних вистав (театрів) AndriyivskyFest.UkrainianFormat у номінації «За кращу чоловічу роль» (2018);
- Диплом лауреата Чернігівської обласної літературної премії імені Михайла Коцюбинського (У номінації «Театрально-музичне мистецтво») (17.09.2018)

## Галерея

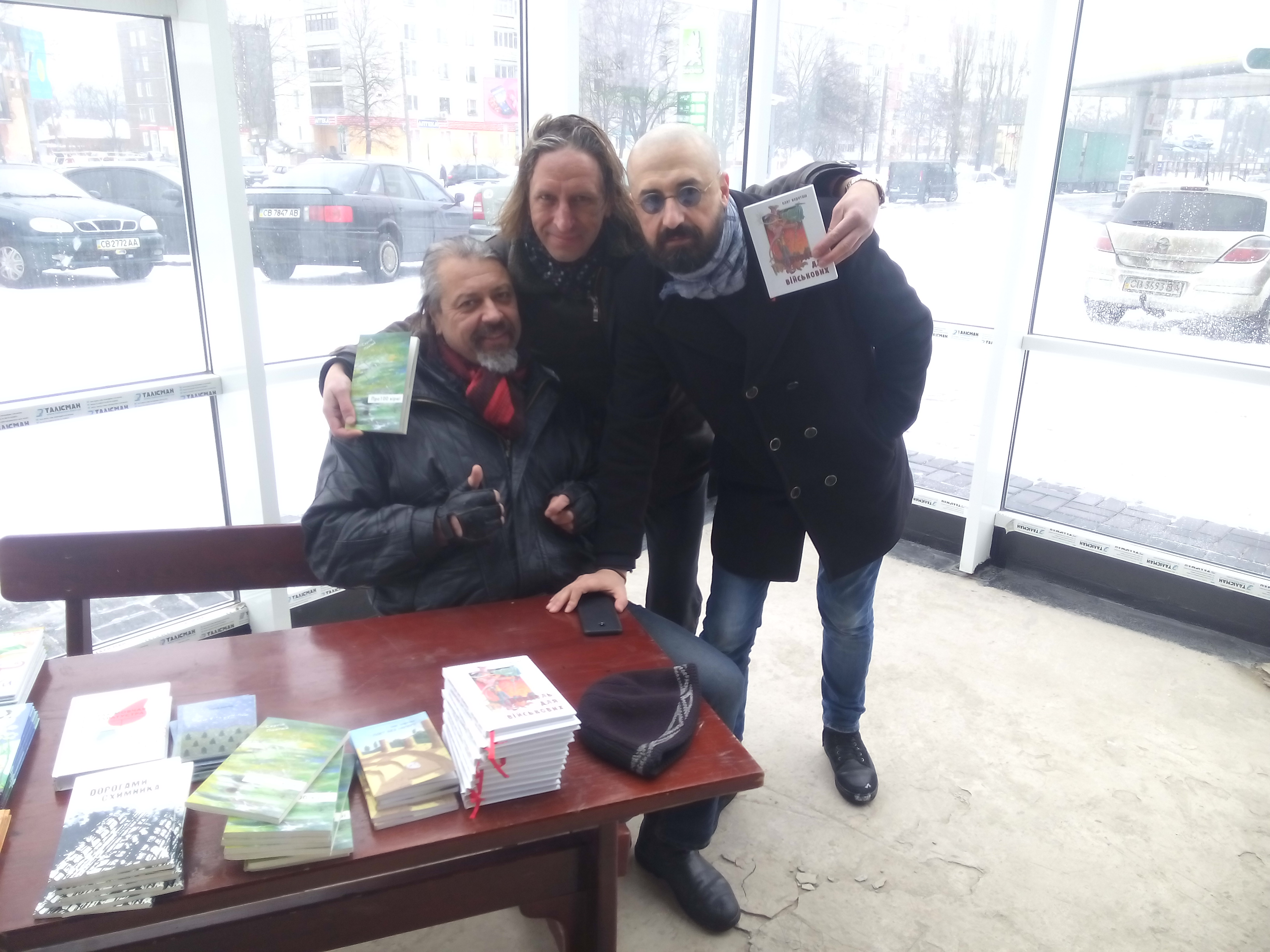
Фестиваль "Мандрівний віршень 2018" На світлині Олексій Биш разом з поетами Сергієм Пантюком та Олегом Караташем

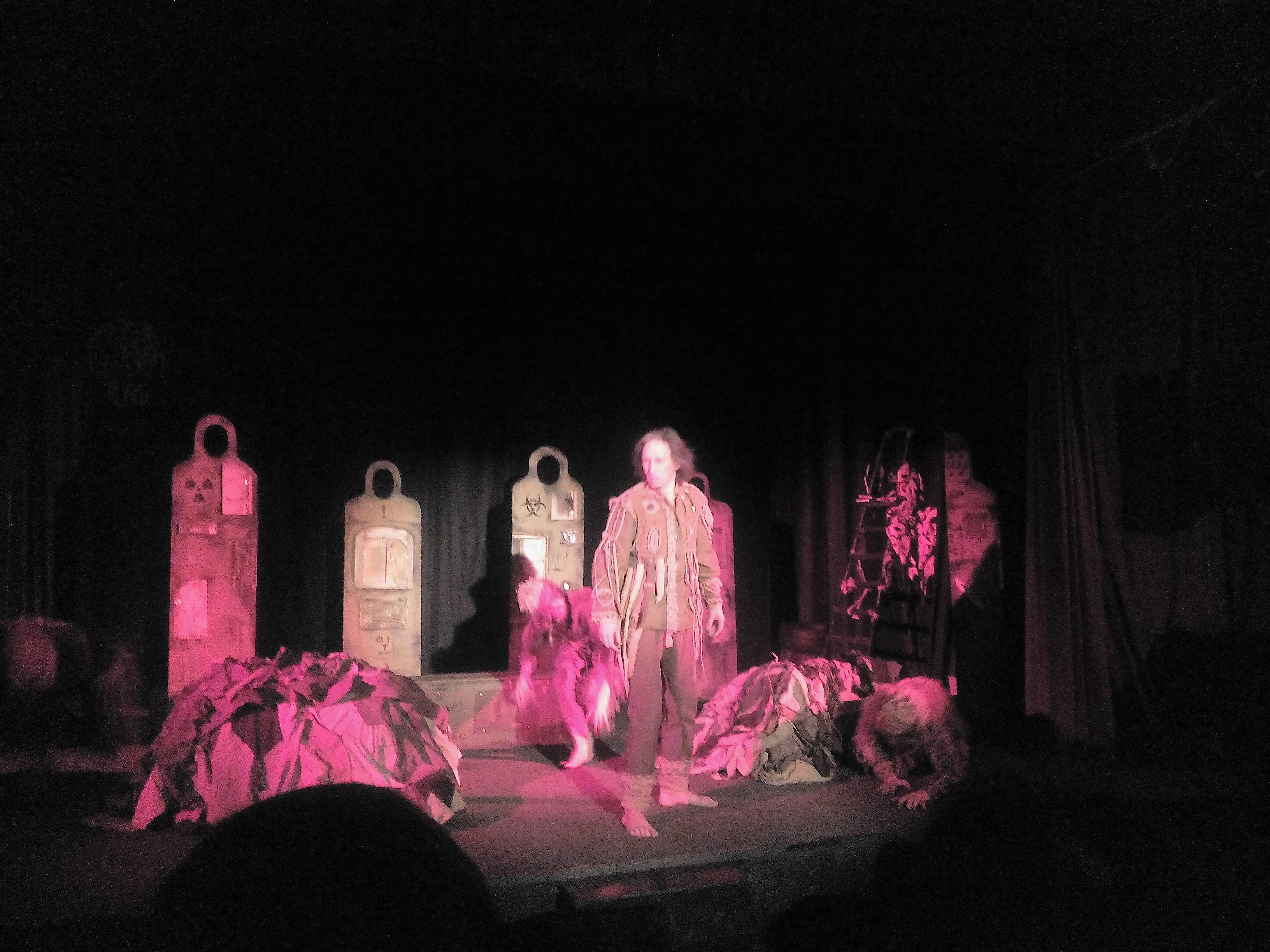
Олексій Биш в ролі Гамлета (п'єса Гамлет-машина)
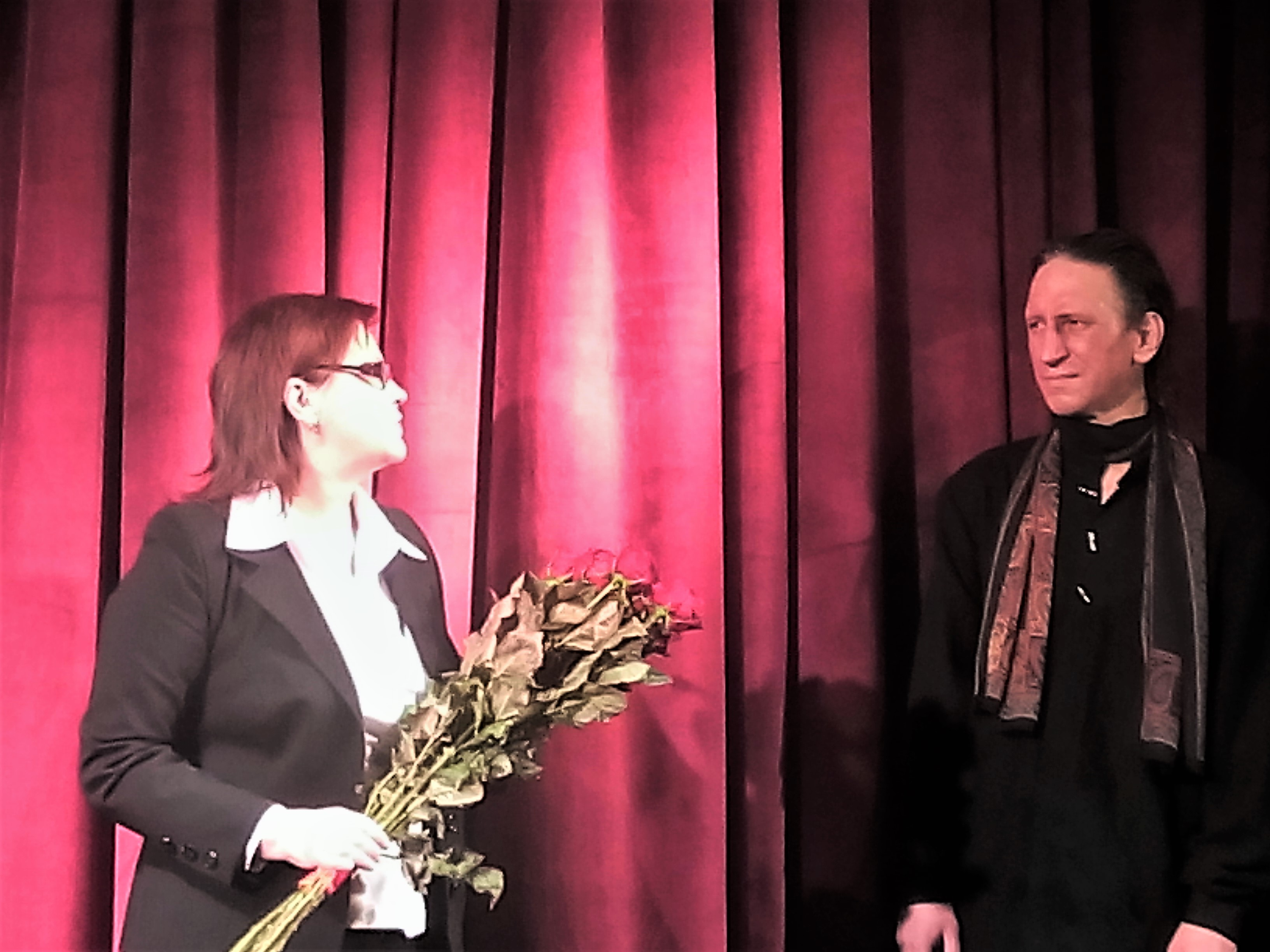
Вітання ювіляра із 25-ти річним творчим ювілеєм (25 років на сцені театру), 17 березня 2018 року, Чернігівський театр ляльок

## Цікаві факти
- За вагомий внесок у розвиток культури за 2018 рік Олексій Биш був двічі нагороджений Почесною грамотою Чернігівської обласної ради та нагрудним знаком до неї. Рішення було затверджене як виняток, оскільки за встановленим порядком вказана грамота повторно вручається раз на 5 років[43].